# Trofazni generator
Trofazni generator je vrsta električnog generatora.
Za razumijevanje ovog pojma treba razjasniti pojamo trofazna sustava napajanja. To je sustav koji čine tri izvora izmjeničnog sinusoidnog napona koji su međusobno zavisni i spojeni su na posebni način. Svaki od tih izvora napajanja daje napone za koje vrijedi: 
- amplitude su im jednake: UM1 = UM2 =UM3
- frekvencija im je jednaka: f1 = f2 = f3
- razlika im je u međusobnom faznom pomaku koji iznosi jednu trećinu periode (120°)

Spoj ovih triju izvora napona nazivamo trofaznim generatorom.